# Fuerte de Santa Bárbara (Río Grande del Sur)
El Fuerte de Santa Bárbara se localizaba enfrente a la cascada del arroyo Santa Bárbara, afluente de la margen derecha del río Vacacay, en el estado de Río Grande del Sur, en el Brasil.

## Historia
El 2 de enero de 1774 volvió a ser atacado por los portugueses de Río Pardo al mando de Rafael Pinto Bandeira (hijo de Francisco), quienes utilizando una táctica de guerrillas para impedir el avance de 600 soldados españoles, atacaron el fuerte, dispersaron a 400 indígenas misioneros y tomaron prisionero al capitán Antonio Gómez de Velasco con 80 soldados, 1.200 caballos, 300 mulares, 100 bueyes, municiones y el plan completo de la invasión del gobernador de Buenos Aires, Juan José de Vértiz y Salcedo.